# Rudolf Hübner (Buchhändler)

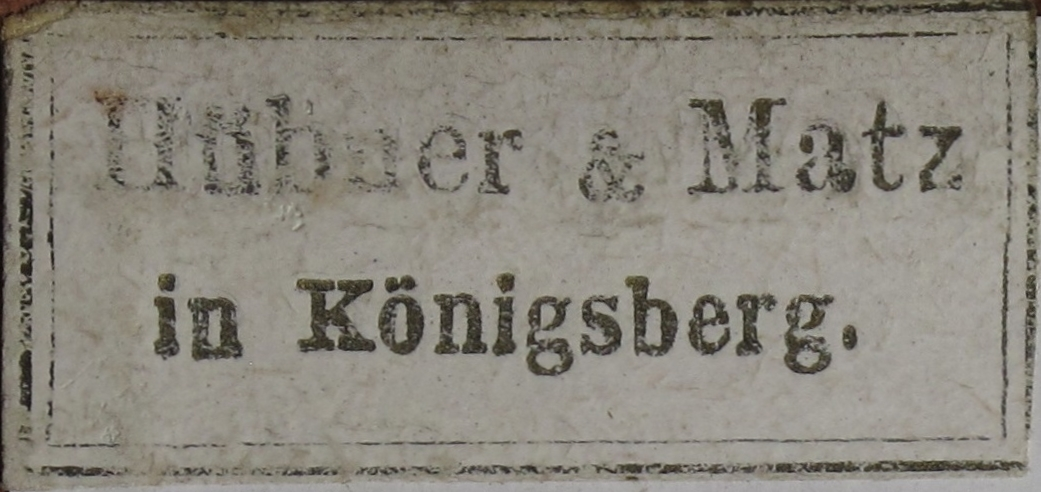
Buchhändlerschildchen Hübner & Matz (auf dem Vorsatz eines Buches)

Rudolf Hübner (* 1837 in Pillau, Samland; † 1904 in Königsberg i. Pr.) war ein deutscher Buchhändler.
Literarisch und künstlerisch begabt, eröffnete Hübner 1867 mit Heinrich Matz in Königsberg die Buchhandlung Hübner & Matz., die mit einer Kunst- und Musikalienhandlung verbunden war. Mit seinem Schwager Robert Ellendt begründete Hübner 1871 die Königsberger Künstlerkonzerte. Nachdem er 1875 in Paris die Uraufführung von Georges Bizets „Carmen“ erlebt hatte, empfahl er sie trotz des Misserfolgs dem Direktor vom Stadttheater Königsberg, dem Bariton Max Staegemann. Er sorgte für die reichsdeutsche Erstaufführung der Oper am 26. Oktober 1879. Sie war ein voller Erfolg, der ihren weltweiten Siegeszug einleitete.
Nach Hübners Tod trat die Musikalienhandlung Jüterbock die Nachfolge der Fa. Hübner & Matz an.